# Classe Agano
Pour les articles homonymes, voir Agano (homonymie).
La Classe Agano fut la cinquième classe de croiseurs légers de la Marine impériale japonaise construite conjointement aux chantiers navals de Sasebo et  de Yokosuka.

Trois unités de cette classe ont servi au cours de la Guerre du Pacifique et y furent détruites. Le quatrième servit durant les essais atomiques américains sur l'atoll de Bikini en 1946.

## Conception
Cette classe de croiseur léger a été  prévue dans les années 1930 pour remplacer les classes déjà vieillissantes des Tenryu, Kuma et Nagara qui avaient été normalisées avec un déplacement de 5 500 tonnes après la Première Guerre mondiale.
Ils ont été dotés dès l'origine de la Torpille  Type 93 Long Lance développée après la réussite navale japonaise à la bataille de Port-Arthur durant la guerre russo-japonaise de 1904-1905.
Ces unités sont plus grandes et plus rapides encore, mais avec une protection blindée minimale.
À l'origine, elles devaient recevoir 8 canons de 6,1 pouces (152 mm) en quatre tourelles de canons jumeaux. Une tourelle a été supprimée pour permettre un armement de 8 tubes lance-torpilles de 610 mm (2x4) et leurs recharges soit un total de 16 torpilles.
Leur armement en canons antiaériens était de 2 affuts doubles de canons de 8 cm/60 Type 98 de 80 mm et de 32 canons antiaériens de 25 mm Type 96 à l'origine et de grenades anti-sous-marine. Celui-ci fut amélioré par une augmentation à 46, puis à 52 en 1944 et à 61 sur les navires survivants en juillet 1944.

## Les unités de la classe
| Nom     | Quille           | Lancement       | Armement         | Chantier naval                 | Fin de carrière                                   | Photo |
| ------- | ---------------- | --------------- | ---------------- | ------------------------------ | ------------------------------------------------- | ----- |
| Agano   | 18 juin 1940     | 22 octobre 1941 | 31 octobre 1942  | Arsenal naval à Sasebo Japon   | coulé le 15 février 1944 rayé le 31 mars 1944     |       |
| Noshiro | 4 septembre 1941 | 19 juillet 1942 | 30 juin 1943     | Arsenal naval à Yokosuka Japon | coulé le 26 octobre 1944 rayé le 20 décembre 1944 |       |
| Yahagi  | 11 novembre 1941 | 25 octobre 1942 | 29 décembre 1943 | Arsenal naval à Sasebo Japon   | coulé le 7 avril 1945 rayé le 20 juin 1945        |       |
| Sakawa  | 21 novembre 1942 | 9 avril 1944    | 30 novembre 1944 | Arsenal naval à Sasebo Japon   | rayé le 5 octobre 1945 détruit le 2 juillet 1946  |       |

## Histoire
Trois unités de cette classe ont été achevées sur les quatre originellement prévues. La dernière, le Sakawa n'a pas été terminé.
Les trois unités de cette classe ont participé à de nombreuses actions pendant la Seconde Guerre mondiale et aucune ne survécut à la guerre.
Agano :

Dès son lancement en octobre 1942, il participa aux batailles de Guadalcanal et des îles Salomon en 1943. Il fut gravement endommagé dans le port de Rabaul par les avions du USS Saratoga et USS Princeton, puis par une torpille le 11 novembre. 

Après des réparations au Japon, il fut torpillé en coulé au large de Chuuk par le sous-marin américain USS Skate le 16 février 1944.
Noshiro :

Lancé en juin 1943, il participa aux opérations des îles Salomon et fut endommagé lors des raids des avions américains sur Rabaul le 5 novembre 1943. Puis il servit dans les îles Mariannes en été 1944 et à la bataille de la mer des Philippines.

Lors de la bataille du golfe de Leyte en octobre 1944, à l'ouest de Panay en se retirant de la bataille de Samar, il a été coulé par les avions de l'USS Wasp et de l'USS Cowpens.
Yahagi :

Lancé en décembre 1943, il servit d'abord aux îles Mariannes, puis à la bataille de la mer des Philippines et à la bataille du golfe de Leyte.

Après invasion américaine d'Okinawa le 1er avril 1945 il est condamné à accompagner le cuirassé Yamato pour une mission suicide  contre la flotte américaine. Il est frappé par de multiples torpilles et bombes et coule dans l'après-midi du 7 avril 1945.
Sakawa :

Il n'a pas pu être achevé avant la fin 1944 et n'a pas été rayé des listes à la fin de la guerre. Il a servi pour les expérimentations atomiques américaines de l'Opération Crossroads sur l'Atoll de Bikini au cours de l'été 1946.

## Sources
- (en) Cet article est partiellement ou en totalité issu de l’article de Wikipédia en anglais intitulé « Agano-class cruiser » (voir la liste des auteurs).